# Curtiss O-52 Owl
Curtiss O-52 Owl — американский самолет, разведчик-наблюдатель.

## История
Самолёт представлял собой моноплан, имевший цельнометаллическую конструкцию.
Создан в 1930-х годах. Разработан и производился фирмой Curtiss-Wright. Применялся ВВС США во время Второй мировой войны.
Совершил первый полёт в 1941 году. В США по результатам участия в манёврах был сочтён малопригодным для "современных" боевых действий на заморских территориях, поэтому преимущественно исполнял функции связного самолёта и самолёта ПЛО. Всего построено около 200 машин. Последний американский самолёт серии "O"; далее связные самолёты имели код "L" (liaison).
В ноябре 1942 года было решено поставить часть машин в СССР по ленд-лизу. Было отправлено 26 машин, но только 19 из них добрались до СССР. Они использовались для корректировки артиллерийского огня, аэрофотосъемки и разведки местности на северном и центральном участках фронта весной-летом 1943 года. Перед использованием самолёты прошли войсковые испытания. В отчете о войсковых испытаниях советские лётчики признали, что американская машина превосходит использовавшиеся тогда на фронте устаревшие корректировщики-бипланы Р-5, ССС (ЗС) и Р-Z.
Несколько O-52 были закуплены для ВВС Бразилии, однако, в действиях бразильского экспедиционного корпуса в Европе они не участвовали.

## Тактико-технические характеристики

Источник данных: Curtiss Aircraft 1907–1947, American Warplanes of World War II

Технические характеристики
- Экипаж: 1 пилот + 1 стрелок-наблюдатель
- Длина: 8,03 м
- Размах крыла: 12,42 м
- Высота: 2,83 м
- Площадь крыла: 19,55 м²
- Масса пустого: 1919 кг (4231 фунтов)
- Максимальная взлётная масса: 2433 кг (5364 фунтов)
- Силовая установка: 1 × Pratt & Whitney R-1340-51 Wasp
- Мощность двигателей: 1 × 600 л.с. (1 × 450 кВт)
- Воздушный винт: 3-лопастный металлический

Лётные характеристики
- Максимальная скорость: 354 км/ч
- Крейсерская скорость: 309 км/ч
- Практическая дальность: 1127 км
- Практический потолок: 5940 м

Вооружение
- Стрелково-пушечное: два 7.62-мм пулемета

## Эксплуатанты
США
- ВВС Армии США

 Бразилия
- ВВС Бразилии[2]

 СССР
- ВВС СССР: окаэ 12, 13, 50.

## Самолёт в экспозициях музеев
- 40-2746 – Музей авиации и космонавтики Пима in Тусон, штат Аризона.[5]
- 40-2763 – Национальный музей Военно-воздушных сил США, Дейтон, штат Огайо.[6][7]
- 40-2769 – Авиационный музей Янки, Чино, штат Калифорния.[8][9]
- 40-2804 – ещё один O-52, ранее входивший в коллекцию Уолтера Соплаты восстанавливается в Хантингтоне, штат Индиана.[10]